# Galey
Pour les articles homonymes, voir Galey (homonymie).
Galey est une commune française située dans l'ouest du département de l'Ariège, en région Occitanie. Sur le plan historique et culturel, la commune fait partie du Couserans, pays aux racines gasconnes structuré par le cours du Salat.
Exposée à un climat de montagne, elle est drainée par divers petits cours d'eau. Incluse dans le parc naturel régional des Pyrénées ariégeoises, la commune possède un patrimoine naturel remarquable composé de trois zones naturelles d'intérêt écologique, faunistique et floristique.
Galey est une commune rurale qui compte 113 habitants en 2022, après avoir connu un pic de population de 807 habitants en 1851. Ses habitants sont appelés les Galeyats ou Galeyates.
Le patrimoine architectural de la commune comprend deux  immeubles protégés au titre des monuments historiques : la chapelle Saint-Quintin, inscrite en 1998, et l'église Saint-Pierre, inscrite en 1996.

## Géographie

### Localisation
- 1Carte dynamique
- 2Carte OpenStreetMap
- 3Carte topographique
- 4Carte avec les communes environnantes

La commune de Galey se trouve dans le département de l'Ariège, en région Occitanie.
Commune des Pyrénées située dans le Castillonnais en Couserans au sud-ouest de Saint-Girons, dans la vallée de la Bellongue.
Elle fait partie de la communauté de communes Couserans - Pyrénées et du parc naturel régional des Pyrénées ariégeoises.
Elle est limitrophe du département de la Haute-Garonne.
Elle se situe à 56 km à vol d'oiseau de Foix, préfecture du département, et à 20 km de Saint-Girons, sous-préfecture.
Les communes les plus proches sont : 
Augirein (0,5 km), Saint-Jean-du-Castillonnais (1,3 km), Orgibet (1,7 km), Saint-Lary (1,9 km), Buzan (4,0 km), Herran (4,1 km), Illartein (4,1 km), Portet-d'Aspet (4,1 km).
Sur le plan historique et culturel, Galey fait partie du Couserans, pays aux racines gasconnes structuré par le cours du Salat (affluent de la Garonne), que rien ne prédisposait à rejoindre les anciennes dépendances du comté de Foix.

### Communes limitrophes
Les communes limitrophes sont Augirein, Saint-Jean-du-Castillonnais, Saint-Lary, Herran et Portet-d'Aspet.
|                                | Herran (Haute-Garonne) |                             |
| Portet-d'Aspet (Haute-Garonne) | Galey                  | Saint-Jean-du-Castillonnais |
| Saint-Lary                     | Augirein               |                             |

### Géologie et relief
La commune est située dans les Pyrénées, une chaîne montagneuse jeune, érigée durant l'ère tertiaire (il y a 40 millions d'années environ), en même temps que les Alpes. Les terrains affleurants sur le territoire communal sont constitués de roches pour partie sédimentaires et pour partie métamorphiques datant du Mésozoïque, anciennement appelé Ère secondaire, qui s'étend de −252,2 à −66,0 Ma. La structure détaillée des couches affleurantes est décrite dans la feuille « n°1073 - Aspect » de la carte géologique harmonisée au 1/50 000ème du département de l'Ariège, et sa notice associée.
Le sommet du Cornudère, à 1 566 m d'altitude, est le point le plus haut de la commune.
La superficie cadastrale de la commune publiée par l’Insee, qui sert de références dans toutes les statistiques, est de 9,35 km2,. La superficie géographique, issue de la BD Topo, composante du Référentiel à grande échelle produit par l'IGN, est quant à elle de 9,48 km2. Son relief est particulièrement escarpé puisque la dénivelée maximale atteint 930 mètres. L'altitude du territoire varie entre 636 m et 1 566 m.

### Hydrographie

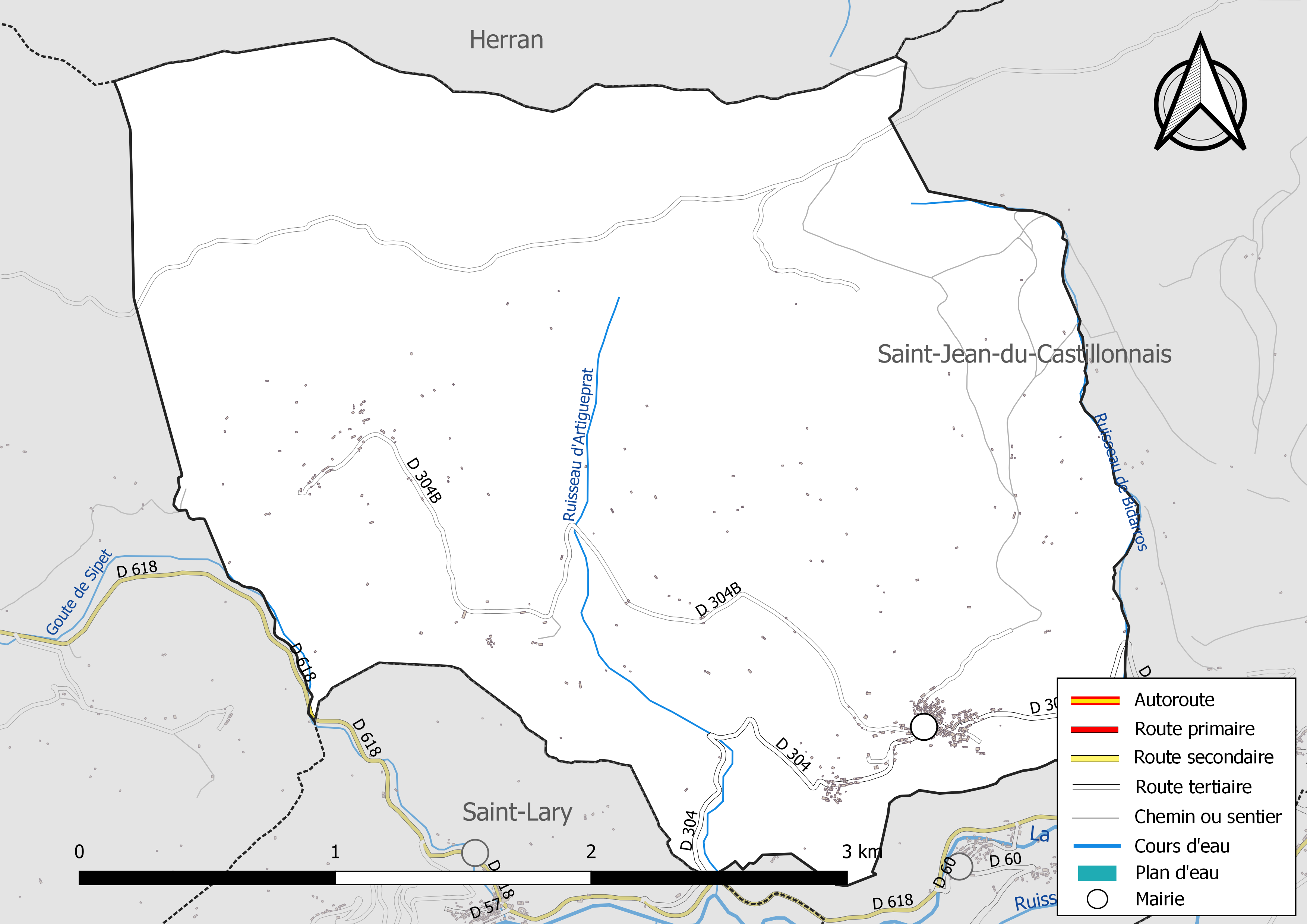
Réseaux hydrographique et routier de Galey.

La commune est dans le bassin versant de la Garonne, au sein du bassin hydrographique Adour-Garonne. Elle est drainée par Goute de Sipet, le ruisseau d'Artigueprat et le ruisseau de Bidarros, constituant un réseau hydrographique de 5 km de longueur totale,.

### Climat
Pour des articles plus généraux, voir Climat de l'Occitanie et Climat de l'Ariège.
En 2010, le climat de la commune est de type climat des marges montargnardes, selon une étude s'appuyant sur une série de données couvrant la période 1971-2000. En 2020, Météo-France publie une typologie des climats de la France métropolitaine dans laquelle la commune est exposée à un climat de montagne et est dans la région climatique Pyrénées centrales, caractérisée par une pluviométrie annuelle de 1 000 à 1 200 mm.
Pour la période 1971-2000, la température annuelle moyenne est de 10,3 °C, avec une amplitude thermique annuelle de 14,7 °C. Le cumul annuel moyen de précipitations est de 1 193 mm, avec 10,9 jours de précipitations en janvier et 8,1 jours en juillet. Pour la période 1991-2020, la température moyenne annuelle observée sur la station météorologique la plus proche, située sur la commune d'Augirein à 0 km à vol d'oiseau, est de 11,7 °C et le cumul annuel moyen de précipitations est de 1 257,9 mm,. Pour l'avenir, les paramètres climatiques de la commune estimés pour 2050 selon différents scénarios d'émission de gaz à effet de serre sont consultables sur un site dédié publié par Météo-France en novembre 2022.

### Milieux naturels et biodiversité

#### Espaces protégés
La protection réglementaire est le mode d’intervention le plus fort pour préserver des espaces naturels remarquables et leur biodiversité associée,.
La commune fait partie du parc naturel régional des Pyrénées ariégeoises, créé en 2009 et d'une superficie de 245 973 ha, qui s'étend sur 138 communes du département. Ce territoire unit les plus hauts sommets aux frontières de l’Andorre et de l’Espagne (la Pique d'Estats, le mont Valier, etc) et les plus hautes vallées des avants-monts, jusqu’aux plissements du Plantaurel.

#### Zones naturelles d'intérêt écologique, faunistique et floristique
L’inventaire des zones naturelles d'intérêt écologique, faunistique et floristique (ZNIEFF) a pour objectif de réaliser une couverture des zones les plus intéressantes sur le plan écologique, essentiellement dans la perspective d’améliorer la connaissance du patrimoine naturel national et de fournir aux différents décideurs un outil d’aide à la prise en compte de l’environnement dans l’aménagement du territoire.
Deux ZNIEFF de type 1 sont recensées sur la commune :
les « massifs d'Arbas, Paloumère et Cornudère » (3 917 ha), couvrant 22 communes dont 4 dans l'Ariège et 18 dans la Haute-Garonne, et 
le « réseau hydrographique de la Bouigane en aval de Saint-Lary » (114 ha), couvrant 14 communes dont 13 dans l'Ariège et 1 dans la Haute-Garonne
et une ZNIEFF de type 2, : 
le « massif d'Arbas » (27 233 ha), couvrant 90 communes dont 48 dans l'Ariège et 42 dans la Haute-Garonne.

Carte des ZNIEFF de type 1 et 2 à Galey.
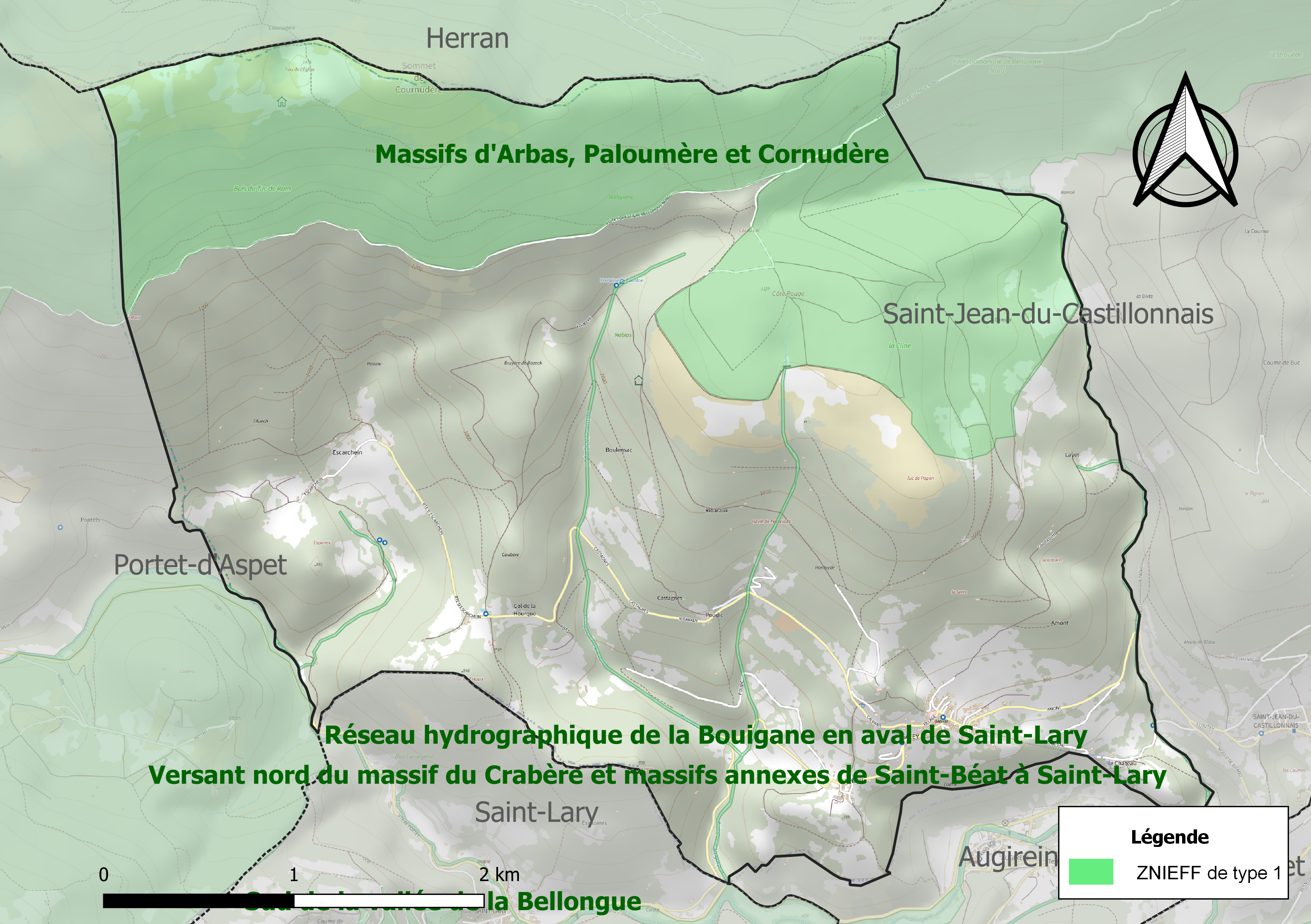
Carte des ZNIEFF de type 1 sur la commune.
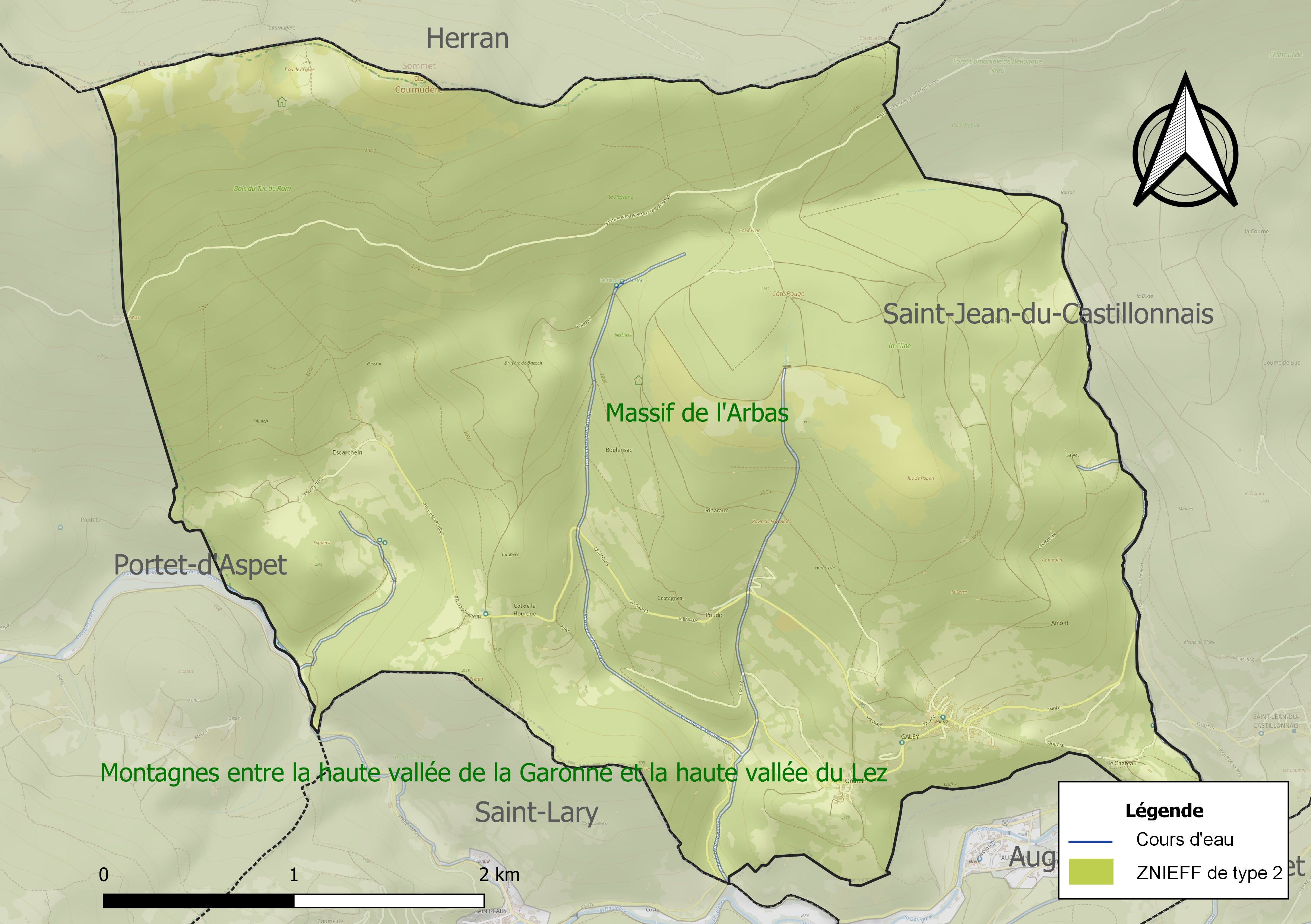
Carte de la ZNIEFF de type 2 sur la commune.

## Urbanisme

### Typologie
Au 1er janvier 2024, Galey est catégorisée commune rurale à habitat très dispersé, selon la nouvelle grille communale de densité à 7 niveaux définie par l'Insee en 2022.
Elle est située hors unité urbaine et hors attraction des villes,.

### Occupation des sols

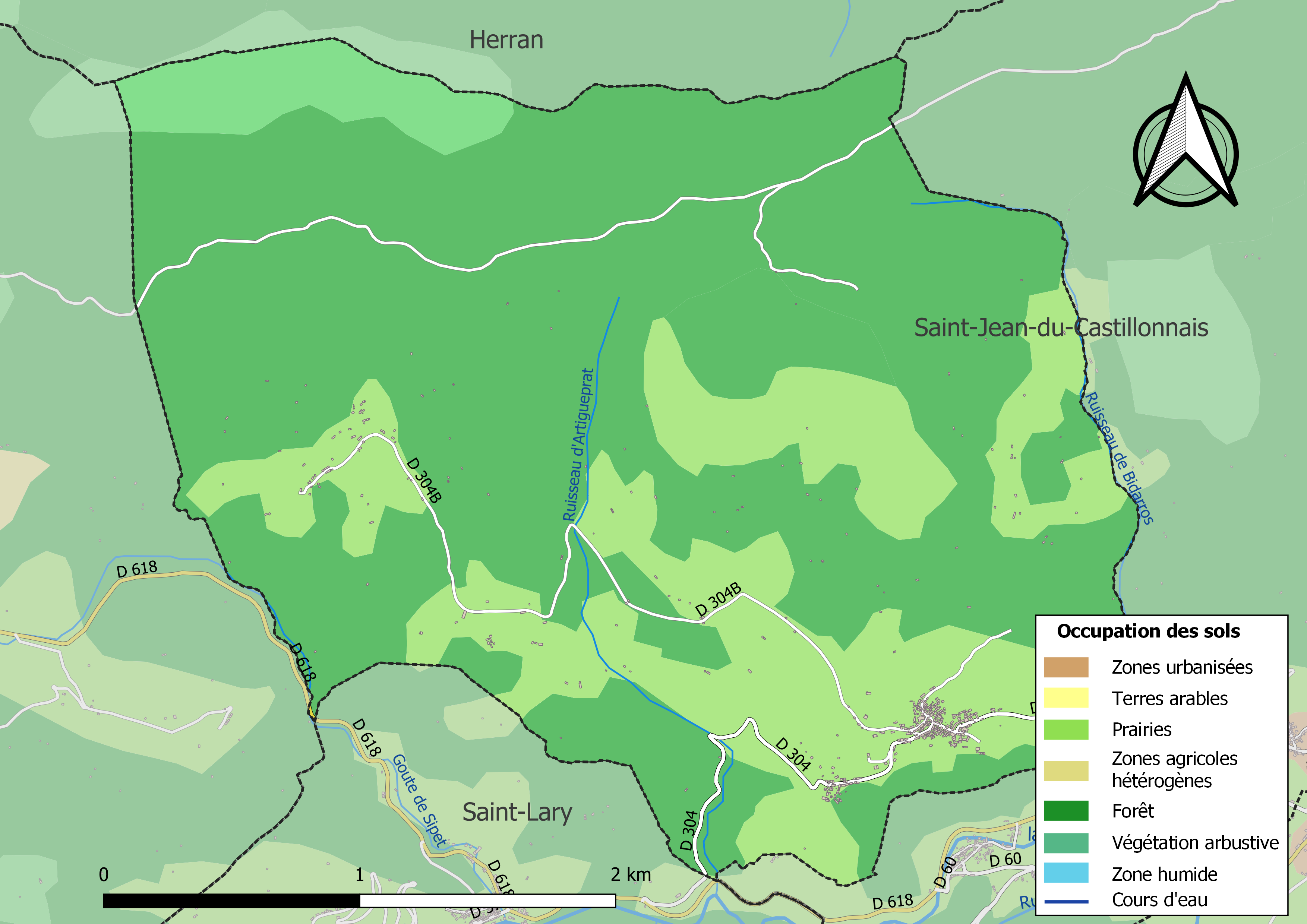
Carte des infrastructures et de l'occupation des sols de la commune en 2018 (CLC).

L'occupation des sols de la commune, telle qu'elle ressort de la base de données européenne d’occupation biophysique des sols Corine Land Cover (CLC), est marquée par l'importance des forêts et milieux semi-naturels (73,1 % en 2018), une proportion identique à celle de 1990 (73,1 %). La répartition détaillée en 2018 est la suivante : 
forêts (68,8 %), prairies (26,9 %), milieux à végétation arbustive et/ou herbacée (4,3 %). L'évolution de l’occupation des sols de la commune et de ses infrastructures peut être observée sur les différentes représentations cartographiques du territoire : la carte de Cassini (XVIIIe siècle), la carte d'état-major (1820-1866) et les cartes ou photos aériennes de l'IGN pour la période actuelle (1950 à aujourd'hui).

### Hameaux
Hormis le village en lui-même, Galey compte plusieurs hameaux aux alentours, entre autres Escarchein et le col de la Hourque à l'est, sur la fin du cul-de-sac de la départementale D 304b, et Orchein, situé sur la D 304, entre Galey et Saint-Lary. Le hameau du Château se trouve à mi-chemin entre les villages de Galey, d'Orgibet et d'Augirein.

### Habitat et logement
En 2018, le nombre total de logements dans la commune était de 192, alors qu'il était de 187 en 2013 et de 180 en 2008.
Parmi ces logements, 36,1 % étaient des résidences principales, 56,6 % des résidences secondaires et 7,3 % des logements vacants. Ces logements étaient pour 97,4 % d'entre eux des maisons individuelles et pour 2 % des appartements.
Le tableau ci-dessous présente la typologie des logements à Galey en 2018 en comparaison avec celle de l'Ariège et de la France entière. Une caractéristique marquante du parc de logements est ainsi une proportion de résidences secondaires et logements occasionnels (56,6 %) supérieure à celle du département (24,6 %) et à celle de la France entière (9,7 %). Concernant le statut d'occupation de ces logements, 73,2 % des habitants de la commune sont propriétaires de leur logement (72,1 % en 2013), contre 66,3 % pour l'Ariège et 57,5 % pour la France entière.
| Typologie                                               | Galey | Ariège | France entière |
| ------------------------------------------------------- | ----- | ------ | -------------- |
| Résidences principales (en %)                           | 36,1  | 65,7   | 82,1           |
| Résidences secondaires et logements occasionnels (en %) | 56,6  | 24,6   | 9,7            |
| Logements vacants (en %)                                | 7,3   | 9,7    | 8,2            |

### Risques majeurs

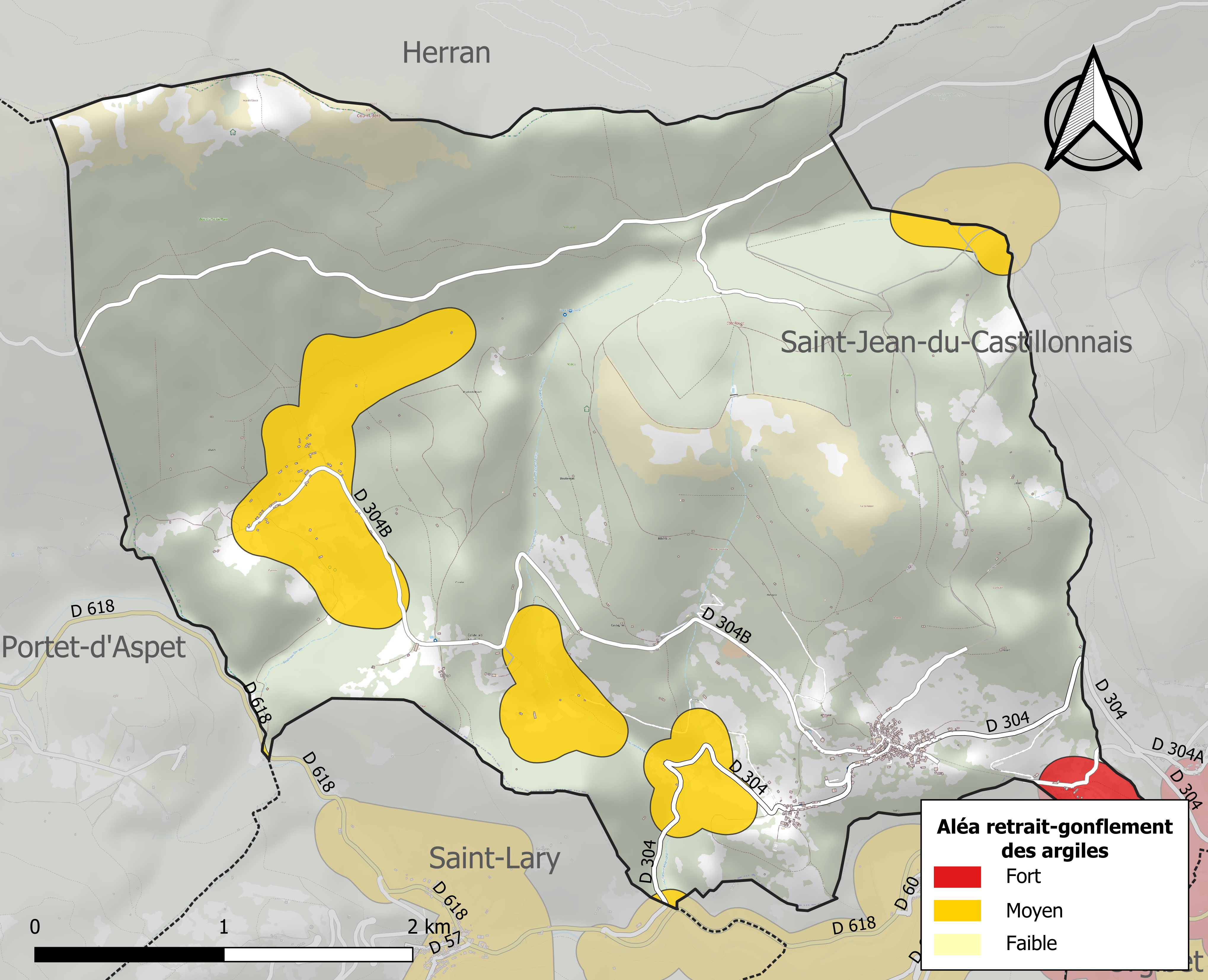
Zonage de l'aléa retrait-gonflement des argiles sur la commune de Galey.

Le territoire de la commune de Galey est vulnérable à différents aléas naturels : inondations, climatiques (grand froid ou canicule), feux de forêts, mouvements de terrains, avalanche  et séisme (sismicité modérée),.
Certaines parties du territoire communal sont susceptibles d’être affectées par le risque d’inondation par débordement, crue torrentielle d'un cours d'eau, ou ruissellement d'un versant.
Les mouvements de terrains susceptibles de se produire sur la commune sont soit des chutes de blocs, soit des glissements de terrains, soit des mouvements liés au retrait-gonflement des argiles. Près de 50 % de la superficie du département est concernée par l'aléa retrait-gonflement des argiles, dont la commune de Galey. L'inventaire national des cavités souterraines permet par ailleurs de localiser celles situées sur la commune.

## Étymologie
La racine *gal proviendrait, selon toute vraisemblance, d'une langue aquitaine pré-indo-européenne, en relation avec l'espagnol galayo. Le village est à l'origine nommé Galaer ou Galauer.

## Histoire
La première mention du village de Galey date du XIIe siècle, alors qu'il s'y trouve un casal (exploitation agricole auto-suffisante), Saint-Quentin de Galaer (Sent Quentini de Galaer en langue gasconne médiévale). Arnaud Bafet de Montpezat offre celui-ci aux Templiers en 1177. C'est à cette époque qu'est construite l'église Saint-Pierre, qui domine le village. Dès le XIIIe siècle au moins, on y cultivait la vigne. En 1590, il compte une centaine d'habitants, répartis en une vingtaine de maisons.

### Catherine de Coarraze
Catherine de Coarraze (1430-?), dernière baronne de la dynastie, possédait le château féodal de Durfort, situé sur un plateau de l'adret de l'Arbas, en bas du village et surplombant la vallée de la Bellongue, résidence dans laquelle elle s'établit à la mort de son second époux Jean, comte de Carmaing. Il ne reste aujourd'hui plus rien de l'ancienne fortification sinon l'appellation du hameau établi sur ses prés : le Château (ec castech).
L'initiative de la construction du calvaire du village est attribuée à Madame de Coarraze, ainsi que le don d'une cloche d'argent à l'église de Galey. En réalité, elle refusa que les cloches soient refondues à Toulouse et fit procéder à ses frais à l'installation d'une fonderie et fit jeter des pièces d'argent dans le four.

## Politique et administration

### Découpage territorial
La commune de Galey est membre de la communauté de communes Couserans-Pyrénées, un établissement public de coopération intercommunale (EPCI) à fiscalité propre créé le 18 novembre 2016 dont le siège est à Saint-Lizier. Ce dernier est par ailleurs membre d'autres groupements intercommunaux.
Sur le plan administratif, elle est rattachée à l'arrondissement de Saint-Girons, au département de l'Ariège, en tant que circonscription administrative de l'État, et à la région Occitanie.
Sur le plan électoral, elle dépend du canton du Couserans Ouest pour l'élection des conseillers départementaux, depuis le redécoupage cantonal de 2014 entré en vigueur en 2015, et de la première circonscription de l'Ariège  pour les élections législatives, depuis le redécoupage électoral de 1986.

### Liste des maires
| Période                                  | Période  | Identité                      | Étiquette | Qualité                |
| ---------------------------------------- | -------- | ----------------------------- | --------- | ---------------------- |
| 1792                                     | 1804     | Bertrand Ribet                | Inconnu   |                        |
| 1805                                     | 1811     | Pierre Castet                 | Inconnu   |                        |
| 1813                                     | 1815     | Jean-Pierre Castet            | Inconnu   |                        |
| 1815                                     | 1817     | Pierre Agert                  | Inconnu   |                        |
| 1818                                     | 1826     | Joseph Arnaudi                | Inconnu   |                        |
| 1826                                     | 1830     | Jean-Jacques Aubie            | Inconnu   |                        |
| 1830                                     | 1836     | Jacques Ribet                 | Inconnu   |                        |
| 1838                                     | 1848     | Joseque Castet                | Inconnu   |                        |
| 1848                                     | 1852     | Martin Raou                   | Inconnu   |                        |
| 1852                                     | 1865     | Joseph Castet                 | Inconnu   |                        |
| 1865                                     | 1870     | Jean-Pierre Dubuc             | Inconnu   |                        |
| 1870                                     | 1874     | Guillaume Raou                | Inconnu   |                        |
| 1874                                     | 1874     | Marc Castet                   | Inconnu   |                        |
| 1874                                     | 1877     | Pierre Dubuc                  | Inconnu   |                        |
| 1878                                     | 1892     | Valentin Coumat               | Inconnu   |                        |
| 1892                                     | 1896     | Joseph Dubuc                  | Inconnu   |                        |
| 1896                                     | 1900     | Antoine Saubens               | Inconnu   |                        |
| 1900                                     | 1904     | Pierre Sarrat                 | Inconnu   | Marchand               |
| 1904                                     | 1905     | Paul Mothe                    | Inconnu   | Cultivateur            |
| 1905                                     | 1912     | Charles Aubic                 | Inconnu   | Cultivateur            |
| 1912                                     | 1919     | Valentin Ribet                | Inconnu   | Cultivateur            |
| 1919                                     | 1931     | François Castet               | Inconnu   | Propriétaire cultivant |
| 1931                                     | 1935     | Marcelin Ribet                | Inconnu   | Boulanger              |
| 1935                                     | 1945     | Jean-Marie Castet (1882-1967) | SFIO      |                        |
| 1945                                     | 1953     | André Castet                  | Inconnu   |                        |
| 1953                                     | 1977     | Jean Tougne                   | Inconnu   |                        |
| 1977                                     | 1995     | André Bugat                   | PS        |                        |
| 1995                                     | 2001     | Georges Ribet                 | PS        |                        |
| mars 2001                                | 2008     | Roger Lafforgue               | Inconnu   |                        |
| 2008                                     | 2020     | Patricia Dandurand            | Inconnu   |                        |
| mars 2020                                | En cours | Laurence Bugat                |           | Fonctionnaire          |
| Les données manquantes sont à compléter. |          |                               |           |                        |

## Démographie
L'évolution du nombre d'habitants est connue à travers les recensements de la population effectués dans la commune depuis 1793. Pour les communes de moins de 10 000 habitants, une enquête de recensement portant sur toute la population est réalisée tous les cinq ans, les populations de référence des années intermédiaires étant quant à elles estimées par interpolation ou extrapolation. Pour la commune, le premier recensement exhaustif entrant dans le cadre du nouveau dispositif a été réalisé en 2006.

En 2022, la commune comptait 113 habitants, en évolution de −5,83 % par rapport à 2016 (Ariège : +1,48 %, France hors Mayotte : +2,11 %).
| 1793 | 1800 | 1806 | 1821 | 1831 | 1836 | 1841 | 1846 | 1851 |
| ---- | ---- | ---- | ---- | ---- | ---- | ---- | ---- | ---- |
| 520  | 488  | 571  | 619  | 724  | 690  | 750  | 786  | 807  |

| 1856 | 1861 | 1866 | 1872 | 1876 | 1881 | 1886 | 1891 | 1896 |
| ---- | ---- | ---- | ---- | ---- | ---- | ---- | ---- | ---- |
| 713  | 772  | 692  | 748  | 696  | 741  | 692  | 715  | 686  |

| 1901 | 1906 | 1911 | 1921 | 1926 | 1931 | 1936 | 1946 | 1954 |
| ---- | ---- | ---- | ---- | ---- | ---- | ---- | ---- | ---- |
| 655  | 627  | 666  | 512  | 504  | 303  | 306  | 217  | 171  |

| 1962 | 1968 | 1975 | 1982 | 1990 | 1999 | 2006 | 2011 | 2016 |
| ---- | ---- | ---- | ---- | ---- | ---- | ---- | ---- | ---- |
| 165  | 131  | 121  | 114  | 82   | 101  | 108  | 112  | 120  |

| 2021 | 2022 | - | - | - | - | - | - | - |
| ---- | ---- | - | - | - | - | - | - | - |
| 114  | 113  | - | - | - | - | - | - | - |

## Économie

### Emploi
| Division       | 2008   | 2013   | 2018   |
| -------------- | ------ | ------ | ------ |
| Commune        | 17,2 % | 13,4 % | 12,7 % |
| Département    | 8,9 %  | 11,1 % | 11,2 % |
| France entière | 8,3 %  | 10 %   | 10 %   |

En 2018, la population âgée de 15 à 64 ans s'élève à 77 personnes, parmi lesquelles on compte 64,6 % d'actifs (51,9 % ayant un emploi et 12,7 % de chômeurs) et 35,4 % d'inactifs,. Depuis 2008, le taux de chômage communal (au sens du recensement) des 15-64 ans est supérieur à celui de la France et du département.
La commune est hors attraction des villes,. Elle compte 24 emplois en 2018, contre 21 en 2013 et 14 en 2008. Le nombre d'actifs ayant un emploi résidant dans la commune est de 40, soit un indicateur de concentration d'emploi de 61,1 % et un taux d'activité parmi les 15 ans ou plus de 48,6 %.
Sur ces 40 actifs de 15 ans ou plus ayant un emploi, 23 travaillent dans la commune, soit 59 % des habitants. Pour se rendre au travail, 82,9 % des habitants utilisent un véhicule personnel ou de fonction à quatre roues et 17,1 % n'ont pas besoin de transport (travail au domicile).

### Activités hors agriculture
10 établissements sont implantés  à Galey au 31 décembre 2019.
Le secteur de la construction est prépondérant sur la commune puisqu'il représente 40 % du nombre total d'établissements de la commune (4 sur les 10 entreprises implantées  à Galey), contre 14,2 % au niveau départemental.

### Agriculture
|                                   | 1988 | 2000 | 2010 |
| --------------------------------- | ---- | ---- | ---- |
| Exploitations                     | 14   | 4    | 5    |
| Superficie agricole utilisée (ha) | 220  | 64   | 183  |

La commune fait partie de la petite région agricole dénommée « Région pyrénéenne ». En 2010, l'orientation technico-économique de l'agriculture  sur la commune est l'élevage d'herbivores hors bovins, caprins et porcins. Cinq exploitations agricoles ayant leur siège dans la commune sont dénombrées lors du recensement agricole de 2010 (douze en 1988). La superficie agricole utilisée est de 183 ha.

## Lieux et monuments

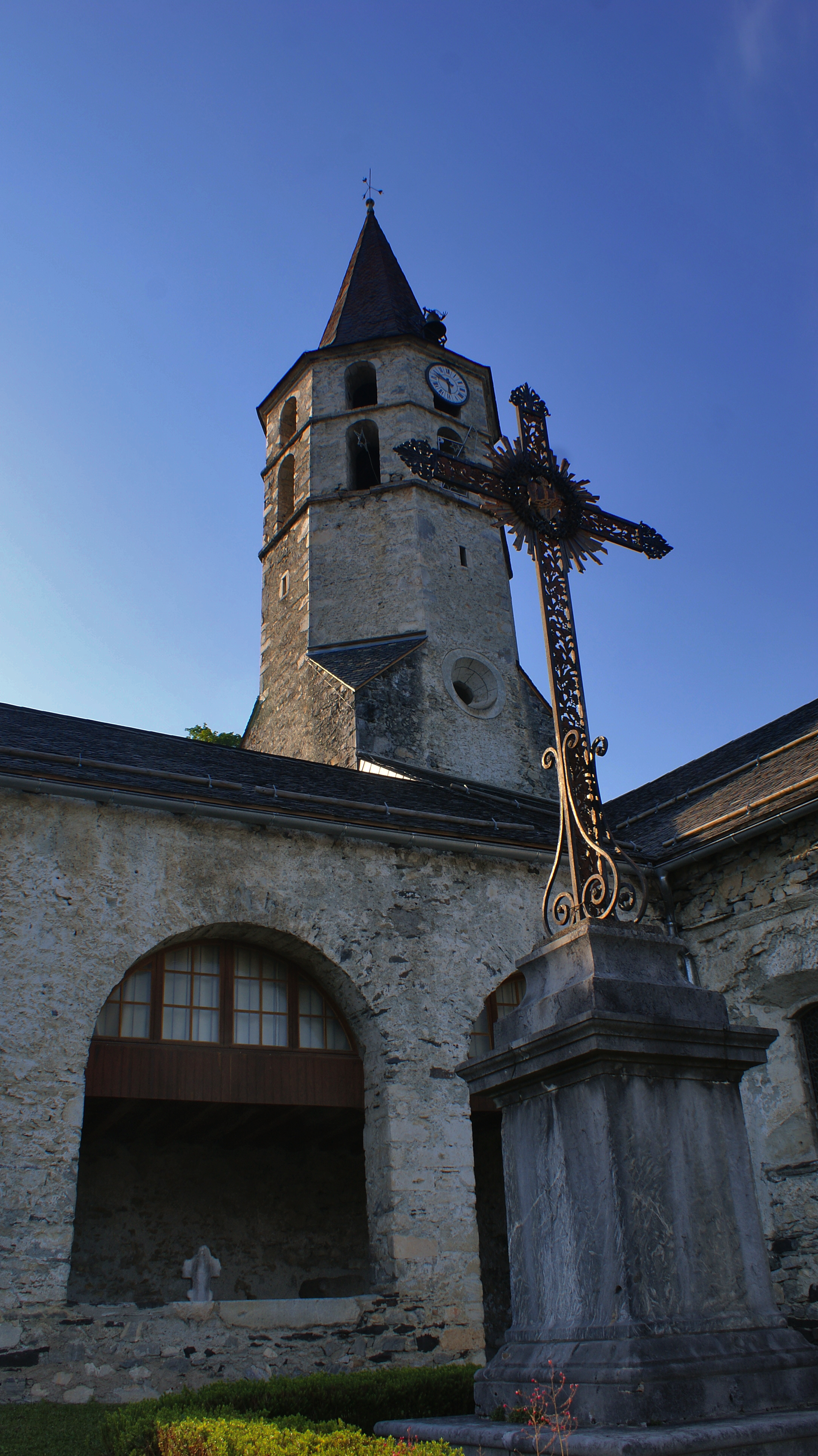
église Saint-Pierre.
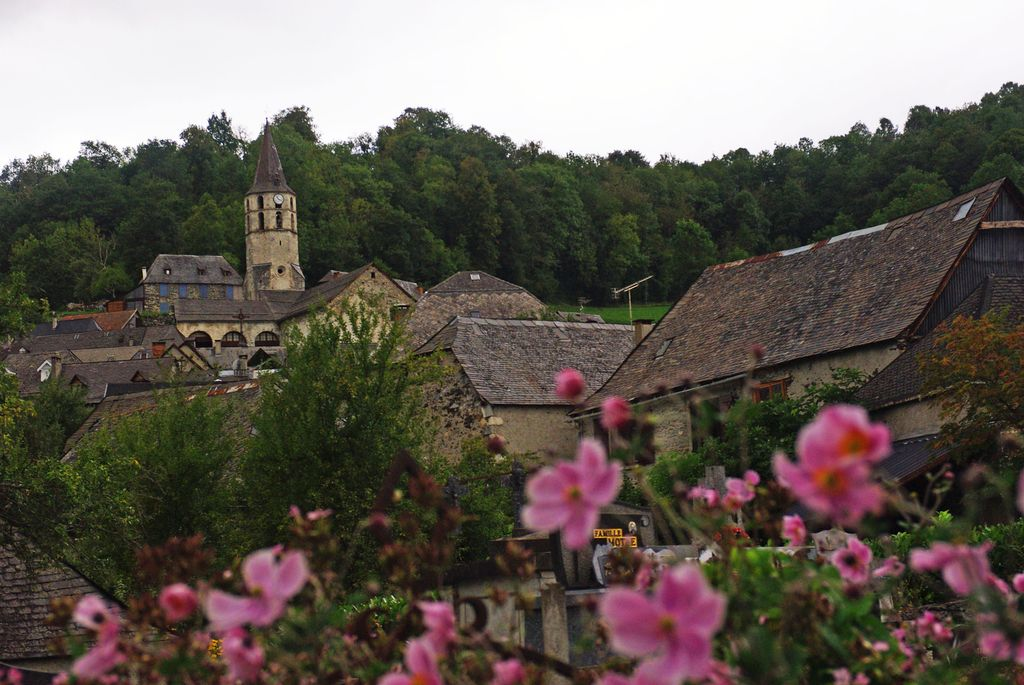
Vue depuis la chapelle Saint-Quentin.
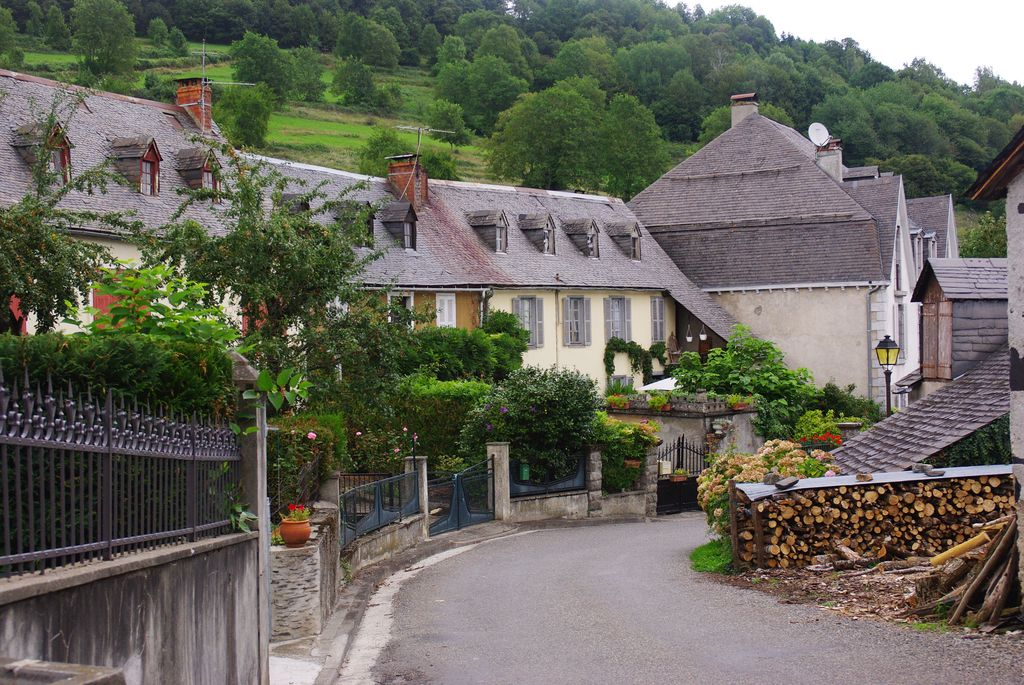
Maisons des colporteurs.
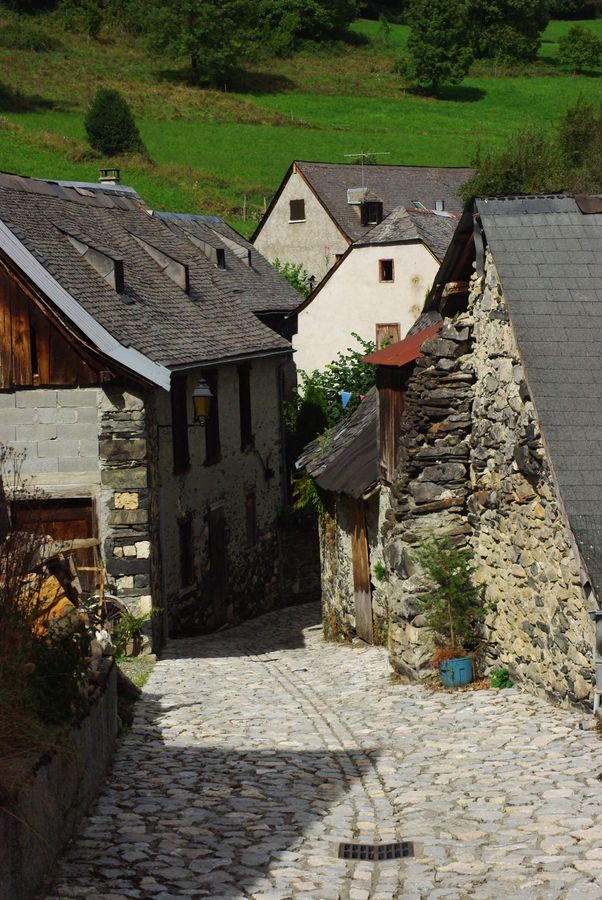
Au village.

- Église Saint-Pierre, classée monument historique depuis 1996[54].
- Chapelle Saint-Quentin de Galey inscrite à l'inventaire des monuments historiques depuis 1998[55].
- Chapelle Notre-Dame-de-Pitié et le calvaire. La chapelle est répertoriée dans la Base Mérimée[56].
- Mobiliers de l'église et des chapelles inscrits au registre des Monuments historiques[57].
- Monument aux morts : il est surmonté de la statue Debout les morts réalisée par Jules Pollacchi, également auteur de celle du monument aux morts de Gentioux-Pigerolles (Creuse) sur lequel est gravé Maudite soit la guerre !.

## Personnalités liées à la commune
- Matila Malliarakis (1986), acteur français né dans la commune.

## Vie pratique

### Service public
Les écoles de Galey et de son hameau d'Escarchein ne sont plus aujourd'hui opérationnelles. L'école primaire la plus proche se trouve à Orgibet (2 km), et les établissements secondaires se trouvent à Saint-Girons.
C'est également à Orgibet que passe un autobus à fréquence journalière, reliant Saint-Girons à Saint-Lary. Il n'y a aucun mode de transport en commun présent sur la commune de Galey.
La déchetterie la plus proche se trouve à Audressein. Le village dispose de conteneurs à poubelles sur la place principale, ainsi que de conteneurs à tri sélectif sur le parking situé à 300 m.
Galey dispose de son site internet.

### Culture
Tous les ans ont lieu la fête de la Saint-Pierre, en juillet, la fête de l'été, en août, et la fête de la Pomme en automne.

### Activités sportives
Un terrain de pétanque existe sur le site du parking.
La route d'Escarchein à Galey sert aussi de parcours alternatif d'un des Chemins de Compostelle, qui normalement passe par Saint-Lary.

## Pour approfondir